# 1799 год в музыке

## Произведения
- Людвиг ван Бетховен[1]
  - Соната для фортепиано № 8, «Патетическая» (фр. Sonata Pathétique).
  - Соната для фортепиано № 10.
- Йозеф Гайдн — Струнные квартеты, соч. 77.
- Джованни Паизиелло — Похоронная симфония (итал. Sinfonia Funebre)
- Антонио Сальери — опера «Фальстаф, или Три шутки» (итал. Falstaff, ossia Le tre burle)[2].

## Родились
- 11 января — Луи Виктор Этьенн Рифо (фр. Louis Victor Étienne Rifaut), французский композитор и пианист (умер 2 марта 1838).
- 16 февраля — Франсуа Доверне (фр. François Dauverné), французский трубач (умер 4 ноября 1874).
- 24 февраля — Зигфрид Вильгельм Ден (нем. Siegfried Wilhelm Dehn), немецкий музыковед и музыкальный педагог (умер 12 апреля 1858).
- 1 марта — Алексей Николаевич Верстовский русский композитор и театральный деятель (умер 17 ноября 1862).
- 13 апреля — Людвиг Рельштаб (нем. Ludwig Rellstab), немецкий писатель, музыковед и музыкальный критик (умер 27 ноября 1860).
- 27 мая — Фроманталь Галеви (фр. Fromental Halévy), французский композитор (умер 17 марта 1862).
- 28 мая — Эрнст Кёлер (нем. Ernst Köhler), немецкий органист и композитор (умер 26 мая 1847).
- 3 июля — Плачидо Манданичи (итал. Placido Mandanici), итальянский композитор (умер 6 июня 1852).
- 9 августа — Теофиль Александр Тильман (фр. Théophile Alexandre Tilmant), французский скрипач и дирижёр (умер 7 мая 1878).
- 14 ноября — Матюрен Огюст Бальтазар Барберо (фр. Mathurin-Auguste-Balthazar Barbereau), французский композитор, дирижёр и музыковед (умер 16 июля 1879).
- дата неизвестна — Дмитрий Фёдорович Папков, русский флейтист (умер в 1850).

## Скончались
- 27 апреля — Амедей Разетти (фр. Amédéé Rasetti), французский пианист и композитор (родился 7 апреля 1759).
- 2 мая — Генрих Йозеф Ригель, более известен как Анри-Жозеф Рижэль (фр. Henri-Joseph Rigel), французский композитор классической эпохи немецкого происхождения (родился 9 февраля 1741).
- 9 мая — Клод Бальбастр (фр. Claude-Bénigne Balbastre), французский органист и композитор (родился 8 декабря 1724).
- 10 июня — Жозеф Болонь де Сен-Жорж (фр. Joseph Bologne de Saint-George), французский композитор, скрипач и дирижёр (родился 25 декабря 1739 или 1745).
- 24 октября — Карл Диттерс фон Диттерсдорф (нем. Carl Ditters von Dittersdorf), австрийский композитор и скрипач (родился 2 ноября 1739).
- дата неизвестна — Мария Воиновна Зубова, русская певица.